# Rambler (bilmärke)
Rambler var ett amerikanskt bilmärke som tillverkades i två omgångar i Kenosha, Wisconsin, först 1902–1914 och senare 1957–1970.

## Thomas B Jeffery Co
Thomas B. Jeffery hade tillverkat cyklar som ena parten i företaget Gormully & Jeffery. I slutet av 1890-talet sålde han sin andel i cykeltillverkningen och startade Thomas B Jeffrey Co för att istället bygga bilar.
Företagets första bil presenterades 1902 och såldes under namnet Rambler. Det var en typisk amerikansk motor buggy, med liggande encylindrig motor mitt i bilen, kedjedrift och stora trådekerhjul. Rambler blev en stor succé och såldes i 1 500 exemplar redan första året, slagen enbart av Oldsmobile. Bilarna blev snart större och 1905 kom en tvåcylindrig modell, följd av en fyrcylindrig 1907.
År 1914 bytte märket namn till Jeffery, efter grundaren. Två år senare köpte Charles W. Nash företaget och 1917 döptes det om till Nash Motor Co.

## Nash/American Motor Corporation
Efter andra världskriget rådde säljarens marknad och Nash sålde alla bilar man kunde tillverka. Ledningen insåg att detta inte skulle bestå och att det fristående företaget i längden saknade resurser att konkurrera med de tre stora, GM, Ford och Chrysler, på deras villkor. Nash måste kunna erbjuda något som de tre stora saknade och man valde att satsa på mindre bilar.
År 1950 kom Nash Rambler, den första moderna amerikanska kompaktbilen. Med en längd på 450 cm och en vikt på 1 200 kg var den betydligt mindre än exempelvis en Chevrolet. Formgivningen var okonventionell, men eftersom den var ensam i sin marknadsnisch sålde den bra. 1952 uppdaterades karossen med hjälp av Pininfarina. Sedan American Motors Corporation bildats såldes Rambler även under Hudson-namnet från 1955. 1956 kom en ny, något större kaross.
Försäljningen av de stora Nash- och Hudson-modellerna sjönk stadigt och AMC beslutade att satsa helt på Rambler, som blev ett eget märke 1957. Samma år kunde kunden för första gången få bilen med V8-motor. Sedan Nash och Hudson försvunnit efter modellåret 1957, tillkom den större Ambassador 1958, med förlängd hjulbas och bättre utrustning. Samma år kom även en tredje modell, den mindre American som var en återgång till de ursprungliga Rambler-måtten. Den ekonomiska recessionen i slutet av 1950-talet gav försäljningen en skjuts framåt och 1961 var Rambler tredje största märke i USA, efter Ford och Chevrolet.
Efter 1965 försvann namnet Rambler från modell efter modell, vilka först såldes under sina respektive modellnamn, senare under märket AMC. Sista året namnet Rambler användes i USA var 1969, men det fanns kvar på vissa exportmarknader även 1970.

## Galleri

Rambler 7HP Rear-entrance tonneau 1904
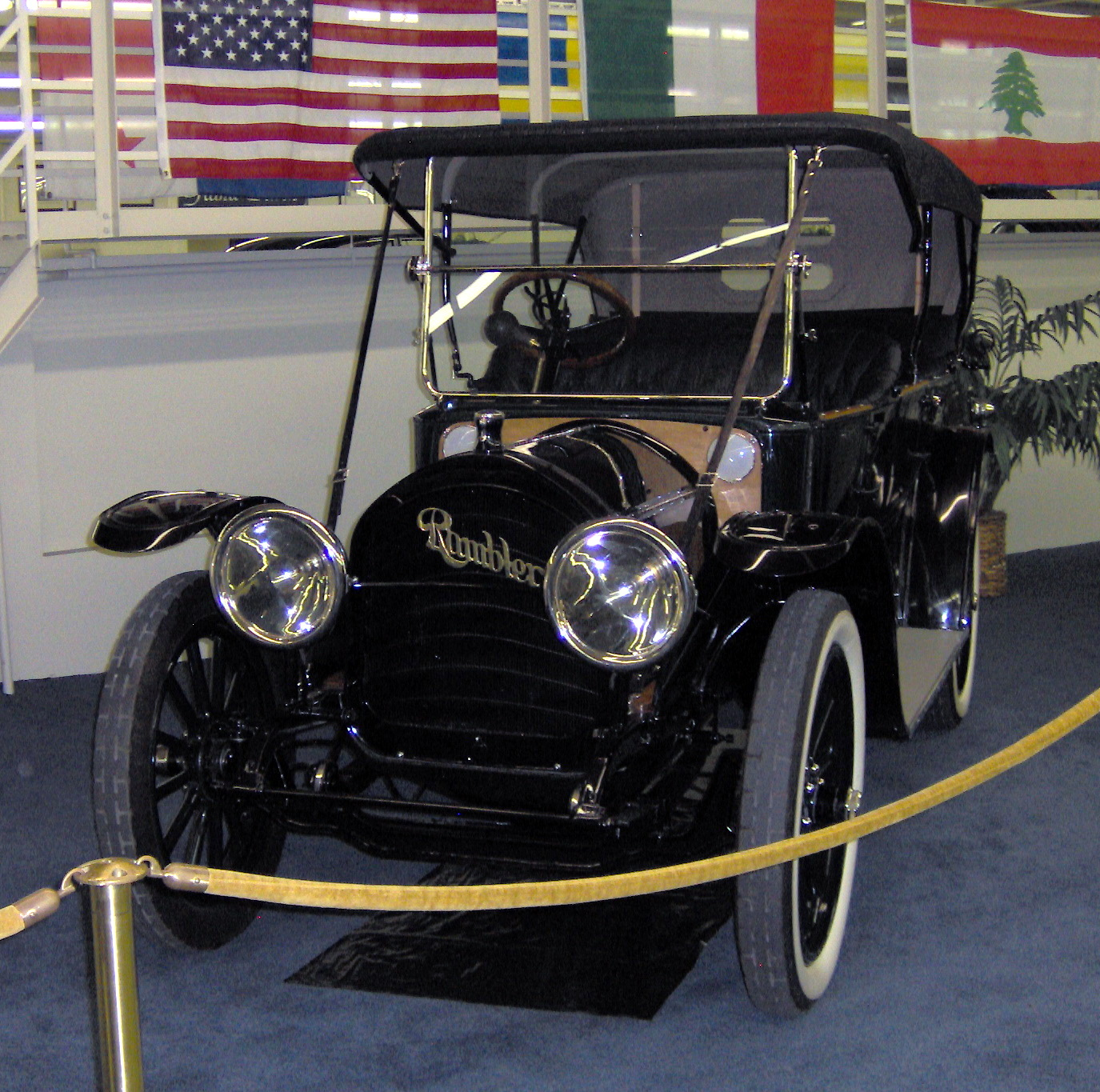
Rambler 1913
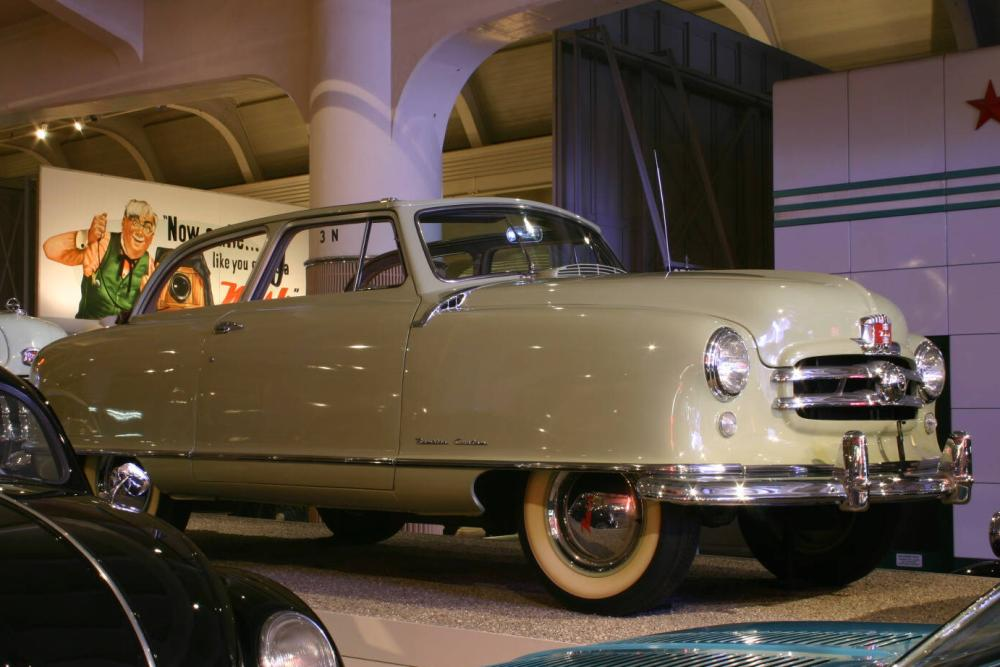
Nash Rambler 1950
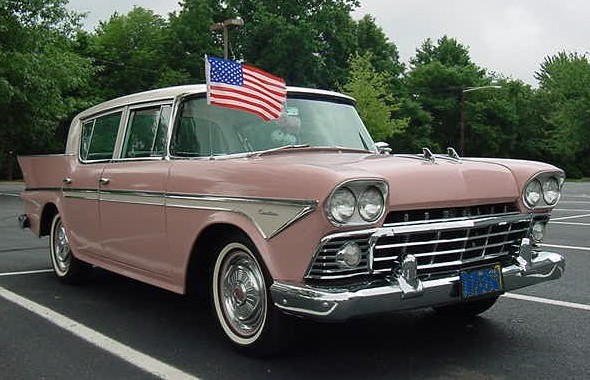
Rambler 1958
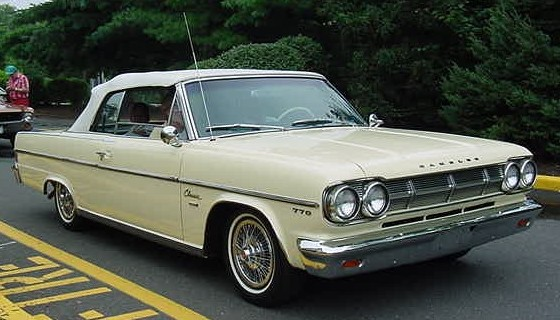
Rambler Classic 1965